# Ganey-Tikva-Platz

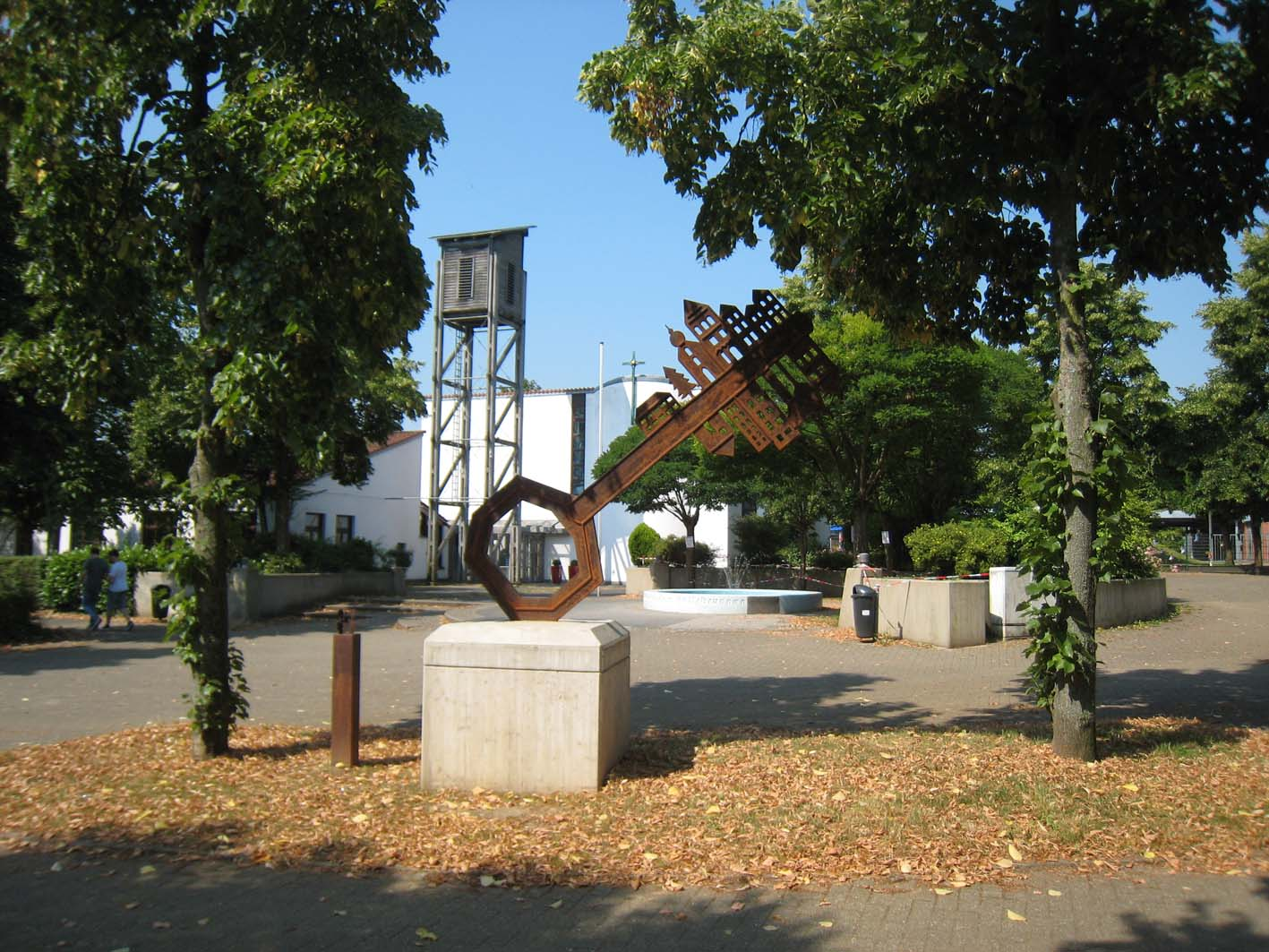
Ganey-Tikva-Platz in Hebborn, im Hintergrund der Turm der Kirche

Der Ganey-Tikva-Platz befindet sich im Stadtteil Hebborn von Bergisch Gladbach im Rheinisch-Bergischen Kreis. Er liegt zwischen der Kindertagesstätte Heilsbrunner Hosenmätze und der Evangelischen Kirche Zum Heilsbrunnen.
Seit 2012 besteht eine Städtepartnerschaft zwischen Gane Tikwa in Israel und Bergisch Gladbach. Überlegungen, wie man das in der Öffentlichkeit festschreiben könnte, führten schließlich zur Schaffung eines Ganey-Tikva-Platzes. Der Platz wurde am 6. September 2015 eingeweiht.
Die israelische Partnerstadt schenkte Bergisch Gladbach die Skulptur "Schlüssel der Freundschaft" (hebräisch: מְפַתֵּחַ  היְדִידוּת) der Bildhauerin Orna Ben-Ami (hebräisch: אורנה בן עמי), die dort aufgestellt wurde.
In der Mitte des Platzes steht ein Brunnen. In seinen Sockel wurde folgender Spruch eingelassen:

„Ihr werdet mit Freuden Wasser schöpfen aus dem Heilsbrunnen.“